# Munkanélküliség
Munkanélkülinek (állástalannak) hívunk minden olyan személyt, aki egy adott időpontban képes és akar is dolgozni, mégsem talál munkát. A közgazdaságtan megfogalmazása szerint a munkanélküliek és a foglalkoztatottak, vagyis a munkaerő piacán jelen lévők együttesen alkotják a munkaerő-állományt. A munkanélküliségi ráta nem más, mint a munkanélküliek számának és a munkaerő-állománynak a hányadosa, százalékos formában kifejezve.
Különbséget kell tennünk a regisztrált és a nem regisztrált munkanélküliek között. Előbbiek az illetékes állami hatóságnál – Magyarországon a lakóhelyükhöz tartozó munkaügyi hivatalnál – bejelentkezve, egyrészt az állam számára is figyelemmel kísérhetőek, másrészt jogosultak az úgynevezett munkanélküli-ellátás(ok) igénybevételére. Utóbbiak ezzel szemben nem regisztráltatják magukat sehol, így támogatást sem vehetnek igénybe és számuk sem határozható meg pontosan (pl. kérdőíves kutatás alapján állapítják meg).
A munkanélküliség mind az állástalan személy, mind pedig az egész gazdaság és a társadalom szempontjából súlyos probléma, ami ellen küzdeni kell, piaci és állami eszközökkel egyaránt.
Magyarország Alaptörvényének XII. cikk rögzíti hogy: 
„(2) Magyarország törekszik megteremteni annak feltételeit, hogy minden munkaképes ember, aki dolgozni akar, dolgozhasson.” Továbbá a XVIII. cikkben az áll, hogy:
„(2) Magyarország külön intézkedésekkel biztosítja a fiatalok és a szülők munkahelyi védelmét.”
Valamint a XIX. cikk szerint: „(1)Magyarország arra törekszik, hogy minden állampolgárának szociális biztonságot nyújtson. Anyaság, betegség, rokkantság, fogyatékosság, özvegység, árvaság és önhibáján kívül bekövetkezett munkanélküliség esetén minden magyar állampolgár törvényben meghatározott támogatásra jogosult.”

Munkanélküliség a világban 2017-es adatok alapján. (Az erősebb színek a magasabb munkanélküliséget jelzik.)

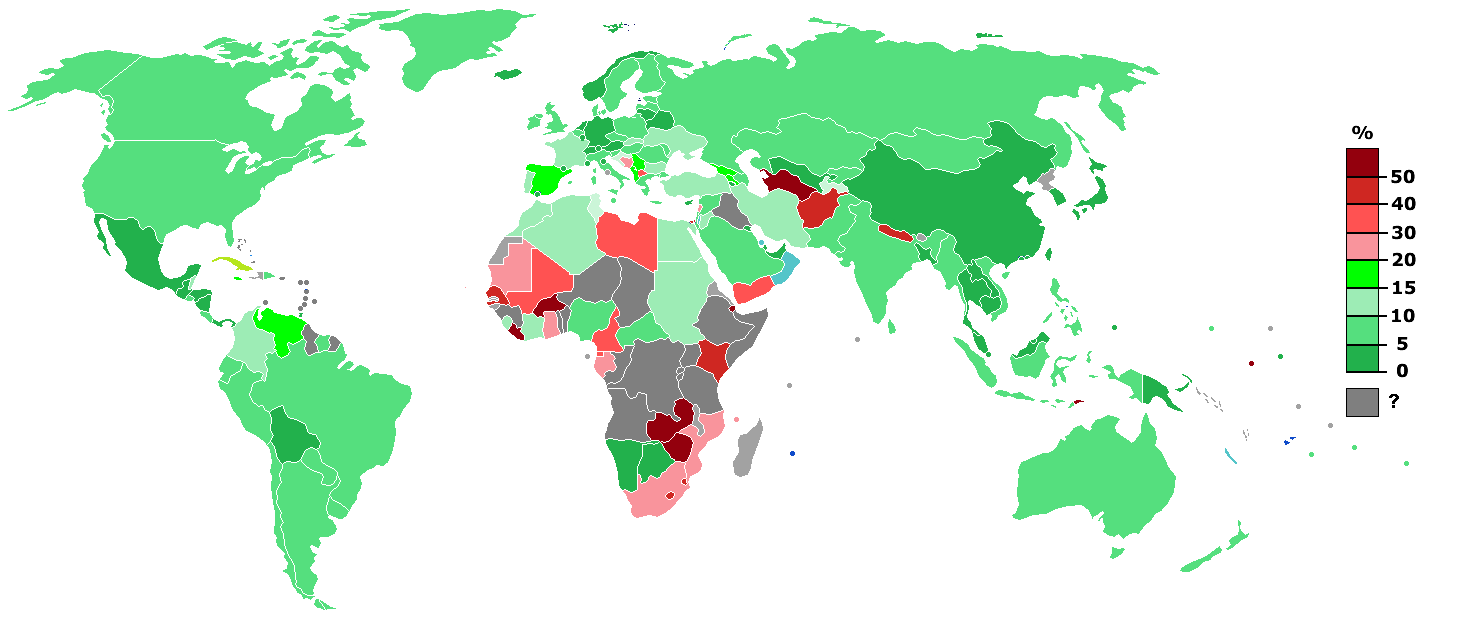
Munkanélküliség a világban az Nemzetközi Valutaalap 2016-os adatai alapján

## A munkanélküliség gazdasági okai
A közgazdászok túlnyomó többsége egyetért abban, hogy piacgazdasági rendszerekben a munkanélküliség bizonyos mértéke természetesnek mondható. Számos ember dönt úgy önszántából, hogy állást változtat – ezek a személyek néhány hétre vagy hónapra munkanélkülivé válhatnak, de létbiztonságukat ez a rövid állapot nem veszélyezteti. Ugyanez az úgynevezett súrlódásos (frictional) munkanélküliség érintheti a szakképzésből éppen kikerült fiatalokat is. Másrészt, a gazdaságban megfigyelhető strukturális átalakulások (például a fejlett országokban a mezőgazdaság visszaszorulása, ugyanakkor egyes szolgáltatások – informatika, távközlés stb. – gyors fejlődése) is eredményeznek kisebb-nagyobb munkanélküliséget, ami egészen addig fennmarad, amíg a leépülő területekről elbocsátottakat át nem képzik, és nem alkalmazzák máshol (strukturális munkanélküliség). A „természetes munkanélküliségi rátát” a közgazdászok többnyire 5 és 6% közé helyezik.
A természetestől eltérő munkanélküliségi ráta, a mikroökonómia logikájából kiindulva, akkor lép fel, ha a munkaerő kereslete nem egyezik meg a kínálatával. Hosszú távon ennek a különbségnek a bérek igazodása, az átképzések stb. révén elméletileg ki kell egyenlítődnie; rövid távon azonban súlyos gazdasági és társadalmi problémákat eredményezhet.
Általában elmondható, hogy a munkanélküliség úgy egy-egy szektorban, mint az egész nemzetgazdaságban a gazdaság növekedésével fordított arányban változik: a GDP növekedése csökkenti, a recesszió (visszaesés) pedig növeli az állástalanok számát. Arthur Okun amerikai közgazdász ezt a tapasztalati tényt modellformába öntötte. Véleménye szerint a GDP-nek a potenciális GDP-től (attól a GDP-től, ami akkor állna fenn, ha a gazdaságban nem lennének ingadozások) való 3%-os eltérése 1%-os, ellentétes irányú elmozdulást okoz a munkanélküliségi rátában.

## A munkanélküli
A köznyelvben munkanélkülinek hívunk minden olyan személyt, aki szeretne dolgozni de nem talál munkát. A hivatalos statisztikában az Európai Unió statisztikai hivatala (Eurostat) ajánlása szerint az számít munkanélkülinek, aki munkaképes korú, nem dolgozik, de rövid időn belül munkába tudna állni és keres is munkát. Annak meghatározása, hogy ki a munkanélküli, viszont nem ilyen egyszerű. Szociálpolitikai megközelítésben a munkanélküliek a hátrányos helyzetűeknek azon csoportja, akik nem bizonyultak elég erősnek a munkából származó jövedelemért folytatott harcban, és így munka nélkül maradtak. Munkanélküliségükből következik, hogy nem rendelkeznek jövedelemmel, így gyakran megélhetési gondjaik vannak. Ezen az állam – a törvény által előírt ideig – a munkanélküli segéllyel és más munkanélkülieket támogató programokkal igyekszik segíteni.
Mindenkire bejelentési kötelezettség vonatkozik, aki elvesztette a munkáját. Ennek elmulasztása jelentheti azt is, hogy a munkanélküli személy nem lesz jogosult a támogatásokra.

## Munkanélküli támogatások
A munkanélküli ellátásnak négy fő fajtáját különböztetjük meg: 
- álláskeresési járadék,
- álláskeresési segély,
- költségtérítés és
- vállalkozói járadék.

## A munkanélküliség típusai

### Abszolút munkanélküliség
A társadalomban egy adott régióban a munkát keresők száma nagyobb, mint a munkahelyek száma. Kitörési lehetőség csak munkahelyteremtéssel, addig is segélyezéssel és közmunkaprogramokkal. 

### Frikciós vagy súrlódásos munkanélküliség
A szociális helyzetben bekövetkező lényeges változás (állás- vagy lakhelyváltoztatás, képzés befejezése, kiesés a munkából) miatt létrejövő átmeneti munkanélküliség. Általában rövid ideig tart, s mindig jelen van. A KSH szerint átlagosan négy hétig tart.
Csökkenthető az állásközvetítő rendszerek segítségével, a lakóhelyváltást könnyebbé tevő rendszerekkel.

### Strukturális vagy szerkezeti munkanélküliség
A munkahelyek szerkezete és az állást keresők szerkezete, vagyis a szakmastruktúra eltér egymástól. A munkaerőpiaci készségigények és a humán készségkínálat egyensúlyának felborulása következtében alulfoglalkoztatottság keletkezik. (Például szükség van kétszáz asztalosra, de csak kétszáz bányász szabad.) A közvélemény a piacgazdaság egyik járulékos problémájának tekinti. Csökkenthető átképzésekkel és 
felnőttoktatással.

### Technológiai munkanélküliség
Hosszú távú történelmi folyamat, a munkahelyek technológiai fejlődése, általában az iparban és a mezőgazdaságban (gépesítés).

### Tartós munkanélküliség
Hosszú távú, legalább 12 hónapja tartó állástalanság.

### Speciális típusai
- regionális munkanélküliség
- kisebbségi munkanélküliség

## A munkanélküliség Magyarországon
A munkanélküliség folyamatosan csökkenő tendenciát mutat az országban, az egyik legjobb mutató az Európai Unió területén. A következő felsorolásban látható mekkora a munkanélküliség a megyeszékhelyeken 2024-ben. A felsorolás növekvő sorrendben látható a legalacsonyabbtól a legmagasabbig.
| Sorszám | Város            | Munkanélküliség % |
| 1.      | Sopron           | 1,02              |
| 2.      | Győr             | 1,37              |
| 3.      | Szeged           | 1,49              |
| 4.      | Érd              | 1,56              |
| 5.      | Székesfehérvár   | 1,75              |
| 6.      | Budapest         | 1,84              |
| 7.      | Veszprém         | 1,92              |
| 8.      | Pécs             | 2,12              |
| 9.      | Tatabánya        | 2,19              |
| 10.     | Hódmezővásárhely | 2,21              |
| 11.     | Szombathely      | 2,40              |
| 12.     | Nyíregyháza      | 2,43              |
| 13.     | Kecskemét        | 2,74              |
| 14.     | Zalaegerszeg     | 2,98              |
| 15.     | Debrecen         | 3,08              |
| 16.     | Kaposvár         | 3,27              |
| 17.     | Szekszárd        | 3,61              |
| 18.     | Szolnok          | 3,74              |
| 19.     | Eger             | 3,92              |
| 20.     | Dunaújváros      | 4,17              |
| 21.     | Nagykanizsa      | 4,22              |
| 22.     | Miskolc          | 4,39              |
| 23.     | Békéscsaba       | 4,73              |
| 24.     | Salgótarján      | 8,28              |

### Munkanélküliség az Európai Unióban
A következő táblázat szemléltei az Európai Unió országainak munkanélküliségi rátáját (2020).[forrás?] A felsorolás növekvő sorrendben látható legalacsonyabbtól a legmagasabbig.

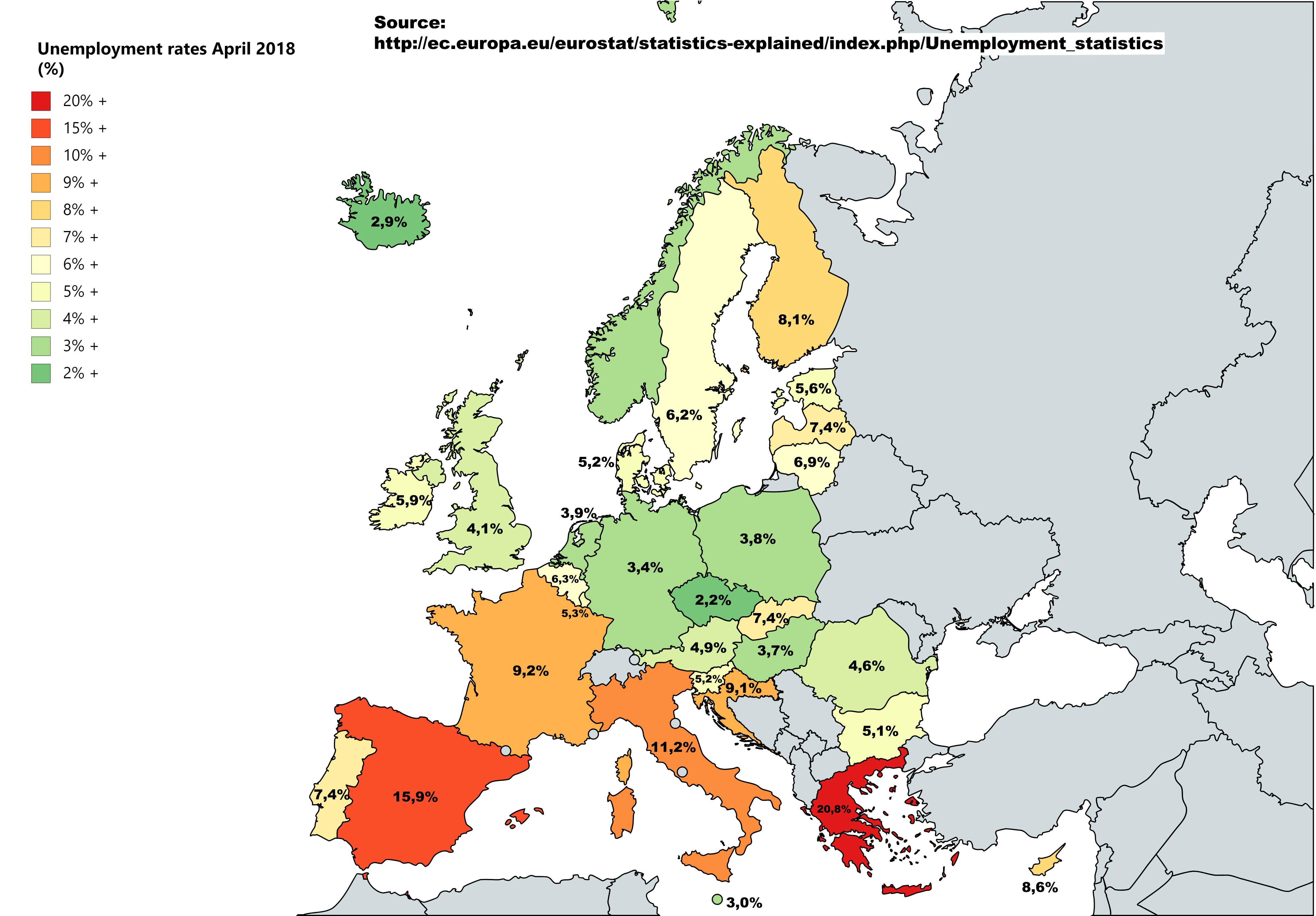
Az EU munkanélküliségi térképe 2018. ápr.-ban

| Sorszám | Ország        | Munkanélküliség % |
| 1.      | Hollandia     | 2,90              |
| 2.      | Csehország    | 3,00              |
| 3.      | Németország   | 3,20              |
| 4.      | Magyarország  | 3,40              |
| 5.      | Dánia         | 3,70              |
| 6.      | Románia       | 3,90              |
| 7.      | Észtország    | 4,10              |
| 8.      | Írország      | 4,80              |
| 9.      | Szlovákia     | 5,10              |
| 10.     | Belgium       | 5,30              |
| 11.     | Lengyelország | 5,50              |
| 12.     | Luxemburg     | 5,50              |
| 13.     | Lettország    | 6,00              |
| 14.     | Bulgária      | 6,30              |
| 15.     | Portugália    | 6,70              |
| 16.     | Finnország    | 7,20              |
| 17.     | Franciaország | 8,10              |
| 18.     | Ausztria      | 8,20              |
| 19.     | Svédország    | 8,20              |
| 20.     | Szlovénia     | 8,20              |
| 21.     | Horvátország  | 8,30              |
| 22.     | Litvánia      | 9,40              |
| 23.     | Olaszország   | 9,80              |
| 24.     | Spanyolország | 13,80             |
| 25.     | Görögország   | 16,30             |